# Meridiano

Meridiani

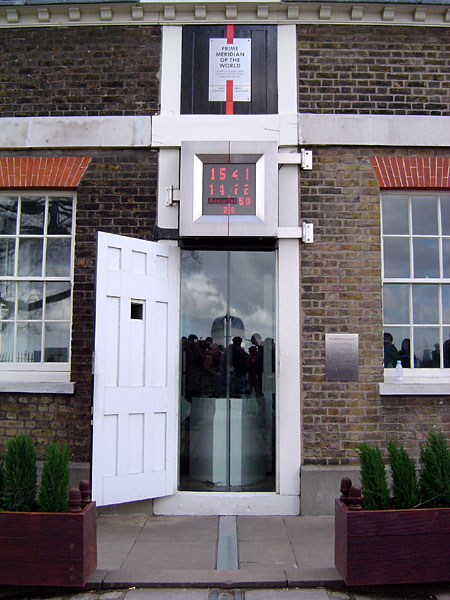
Il meridiano zero a Greenwich, in Inghilterra

Un meridiano o linea di longitudine, in geografia, indica un immaginario arco che congiunge il Polo Nord terrestre con il Polo Sud terrestre ovvero una linea che unisce i (due) punti per i quali passa l'asse di rotazione terrestre.
Un meridiano, assieme al suo antimeridiano, forma il cerchio massimo ottenuto dall'intersezione di un piano che attraversa la Terra passando per il suo centro.

## Descrizione
Il termine "meridiano" deriva dal latino meridies, che significa "mezzogiorno". Esso unisce tutti i punti della Terra che hanno il mezzogiorno nello stesso istante. Il Sole attraversa un dato meridiano terrestre a metà del periodo di tempo che va dall'aurora al tramonto.
Sulla terra, che ruota attorno al proprio asse, si dicono meridiani tutte le curve che risultano dall'intersezione della sua superficie con un qualsiasi semipiano che esce dall'asse di rotazione; nell'uso comune, s'intende per meridiano la circonferenza massima (cerchio meridiano) costituita da due meridiani opposti. L'asse terrestre incontra la superficie della terra ai poli, per essi passano infiniti "meridiani".
Per ogni punto della superficie della Terra diverso dai poli invece passa un solo meridiano, identificabile dalla longitudine corrispondente; la longitudine di un punto è convenzionalmente misurata come arco di equatore compreso tra il meridiano fondamentale e il meridiano passante per il punto. Alla longitudine di un punto viene assegnato il cardine Est oppure Ovest a seconda che esso si trovi a destra (oriente) o a sinistra (occidente) del meridiano di Greenwich, per un osservatore con la faccia rivolta verso il polo nord.
Tutti i meridiani hanno uguale lunghezza, essendo la metà di un cerchio massimo sulla superficie terrestre. La lunghezza è pari a 20.004,9 km.
Per convenzione, il "meridiano 0" detto anche Meridiano di Greenwich ("Prime Meridian" in inglese) passa appunto per Greenwich (Londra), l'altra sua metà (l'antimeridiano 180°) passa per l'Oceano Pacifico identificando in massima parte la cosiddetta linea di cambiamento di data.

## Storia della misura del meridiano terrestre

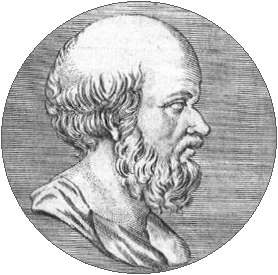
Eratostene di Cirene

In antichità le prime stime della lunghezza del meridiano terrestre si basavano sul semplice assunto geometrico che la forma della Terra fosse una sfera. Conoscendo quindi sia la misura di un arco di meridiano terrestre sia il corrispondente angolo al centro, era possibile calcolare la lunghezza del meridiano stesso attraverso una proporzione.
Dalle informazioni giunte fino a noi dall'epoca classica, su questo semplice modello si dovevano essere basate le prime stime di studiosi, quali ad esempio Eudosso di Cnido e Dicearco da Messina.

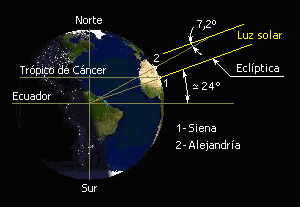
Misurazione del diametro terrestre

La prima misurazione del meridiano terrestre di cui si hanno notizie meno incerte la dobbiamo al filosofo e astronomo greco antico Eratostene di Cirene (III secolo a.C.), che dirigeva la Biblioteca di Alessandria.
Si tratta del risultato più noto cui è associato il nome dello scienziato perché, avendo ottenuto per il meridiano una lunghezza di 252 000 stadi, l'errore di misura è tra il -2,4% e il +0,8% rispetto al valore corretto assumendo uno stadio compreso tra i 155 e i 160 metri.
Il procedimento seguito era descritto in un'opera in due libri Sulla misura della Terra, che è però andata perduta. Conosciamo infatti il metodo usato da Eratostene non dalle opere di Eratostene stesso ma attraverso il racconto che ne fa Cleomede, un astronomo vissuto nel I secolo a.C., con intento di divulgativo. L'opera di Cleomede inizia specificando che i calcoli verranno semplificati per il lettore.
Avendo assunto che Siene si trovi sul Tropico del Cancro (corretto) e che Siene ed Alessandria d'Egitto siano sullo stesso meridiano (ipotesi in realtà errata), Eratostene usò la distanza tra le due città, che Cleomede dice essere 5 000 stadi, per costruire una proporzione tra distanze e angoli: l'intera lunghezza del meridiano è, rispetto alla distanza delle città, nello stesso rapporto dell'intero angolo alla circonferenza con l'angolo che i raggi solari formano con la verticale.
Infatti a Siene durante il solstizio d'estate, i raggi del Sole penetravano fino al fondo dei pozzi e quindi il Sole in quel momento era allo zenit. Misurando quindi l'angolo che i raggi formano nello stesso giorno ed istante ad Alessandria d'Egitto con uno gnomone si ottiene il rapporto di 1/50 di angolo giro (corrispondente a 7° e 11').
Cleomede a questo punto specifica che il metodo usato da Eratostene era in realtà più complesso. Egli aveva infatti a disposizione le molteplici diverse misurazioni compiute dai mensores regii del re Tolomeo III, funzionari che periodicamente effettuavano misure dettagliate dell'Egitto a fini fiscali.
Il valore stesso di 252 000 stadi potrebbe essere significativo: si tratta infatti di un numero divisibile per tutti i numeri naturali da 1 a 10. Secondo un'interpretazione, Eratostene avrebbe alterato i dati per ottenere questo risultato molto conveniente; secondo l'interpretazione di Lucio Russo, basata su una affermazione di Plinio che parla dello stadio «secondo il rapporto di Eratostene», Eratostene avrebbe usato questa misurazione per introdurre un nuovo stadio come sottomultiplo del meridiano, similimente a quanto compiuto nel 1791 per la definizione del Metro come unità di misura.
Nel 1669-70 Jean Picard fu il primo scienziato di epoca moderna a ripetere la misura della grandezza della Terra con altrettanta precisione.
Diversamente da Eratostene, usò la triangolazione per giungere alla misura di un grado di latitudine del meridiano passante per Parigi attraverso tredici diverse triangolazioni tra Parigi e la città di Sourdon, nel sud della Francia, vicino ad Amiens.
In epoca contemporanea, la misurazione del meridiano terrestre è un problema della Geodesia e può essere risolto con diverse tecniche, che utilizzano principalmente misurazioni satellitari.

Carta del globo terrestre con la tracciatura dei meridiani (verticali) e paralleli (orizzontali)

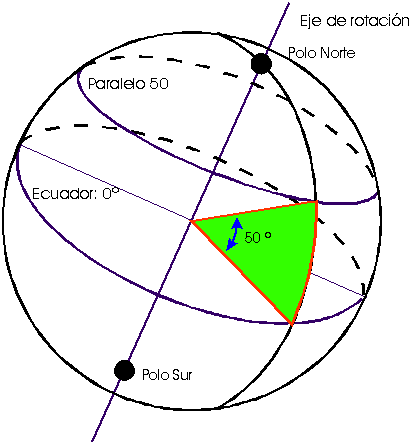
Nella figura è evidenziata la latitudine come "arco di meridiano". Analogamente la longitudine è rappresentabile come "arco di parallelo"